# 병곡면 (영덕군)
병곡면(柄谷面)은 대한민국 경상북도 영덕군의 면이다. 넓이는 66.06km2이고, 인구는 2012년 기준으로 3,218명이다.

## 변천 과정
- 1914년 총독부령 제111호에 의한 부군면 통폐합 때에 이 두면을 합치면서 북초면의 연평과 역리, 그리고 신기르 영해면으로 이속 시키고, 북이면의 옹지곡은 평해로 이속시킨후 14개 동으로 개편하여 병곡면이라 면명을 고침.
- 1988년 5월 1일 군조례 제972호에 의거 동을 리로 개칭.
- 1990년 1월 3일 군조례 제1146호에 의해 종전의 휘리를 덕천리로 개칭.

## 행정 구역
- 삼읍리
- 금곡리
- 백석리
- 병곡리
- 거무역리
- 아곡리
- 원황리
- 이천리
- 영리
- 각리리
- 사천리
- 신평리
- 송천리
- 덕천리

## 교육 기관
- 병곡초등학교 (병곡리)
- 원황초등학교 (원황리)
- 금곡초등학교 (폐교) - 병곡면 거무실길 22 (금곡리)
- 병곡중학교 (병곡리)